# バンダイナムコ研究所
株式会社バンダイナムコ研究所（バンダイナムコけんきゅうじょ、英: Bandai Namco Research Inc.）は、バンダイナムコグループにおける先端研究とアソビの創造を担う日本の企業。株式会社バンダイナムコスタジオの完全子会社。

## 概要
バンダイナムコエンターテインメントは2019年4月1日に、子会社であるバンダイナムコスタジオの研究開発部門の一部の事業を分割させ、新しい価値創出を目指した研究専門会社として、バンダイナムコ研究所を設立した。玩具やゲーム、アニメ、映像音楽、アミューズメント施設等のエンターテインメントを展開するバンダイナムコグループの研究開発会社である。
バンダイナムコ研究所は、既存事業にとらわれることがないよう、新しい価値創出を目指そうと独立した専門的な研究開発組織である。「ゲームに閉じない、数年先の新しいエンターテインメントを創出するため、AIをはじめとする先進技術を専門的に研究し、今までに数多くのゲーム開発で培ったノウハウ」を基にして、バンダイナムコエンターテインメントをはじめとするグループ各社が活用可能な技術やイノベーション等の新しい価値創出をスピード感を持って行い、中長期的なグループの成長への寄与を目的としたものである。